# Paços do Marquês
Os Paços do Marquês, também referidos como Paço do Alcaide, Paço dos Viscondes de Vila Nova de Cerveira, Palácio dos Marqueses de Ponte de Lima localizam-se na atual freguesia de Arca e Ponte de Lima, na vila e no município de Ponte de Lima, Distrito de Viana do Castelo, em Portugal.

## História
Afonso V de Portugal atribuiu o título de Alcaide-mor de Ponte de Lima a D. Leonel de Lima, 1º visconde de Vila Nova de Cerveira, nobre que tinha foros no concelho.
Por Carta-régia de 1464 este soberano autorizou que se deixasse fazer e edificar o castelo a Leonel de Lima nas casas "(…) e d'elas até ao muro possa filhar para ele aquela chão e parte do muro e torre que vir que é necessário e cumpridoiro".
O fato é que, o testamento daquele nobre, datado de 1495, já inclui o paço.
No século XVI o edifício foi melhorado pelo neto, D. João de Lima, que mandou abrir as janelas em estilo manuelino.
Em 1779, nos seus salões foi fundada a "Sociedade Económica dos Amigos e Compatriotas do Bem Público de Ponte de Lima", primeira academia rural do país.
O último marquês, para pagar dívidas com o seu alfaiate, vendeu o palácio em 1876 a Augusto de Morais, residente no Porto. Acerca deste período, o escritor Ramalho Ortigão, em "As Farpas" (v. I), registou:
"(…) Um dos raros edifícios que ainda aqui [em Ponte de Lima] se conservam de pé é o palácio dos antigos alcaides-mores, viscondes de Vila Nova de Cerveira desde Afonso V, mais tarde marqueses de Ponte de Lima e primeira das famílias portuguesas cujo morgado teve o título de visconde.
Este palácio, edificado numa das portas roqueiras da vila, que daí se chamou porta do paço dos viscondes, é uma linda construção do séc. XVI. A fachada, de uma leve e elegante curva reentrante, ladeada de duas torres quadradas, rendilhadas de ameias, consta de uma soberba porta e duas amplas janelas de lavores manuelinos. Depois da morte do último Marquês de Ponte de Lima - característico tipo do velho fidalgo português, que os amigos do conde de Castelo Melhor se lembrarão como eu de ter visto presidir aos seus jantares mais cerimoniosos invariavelmente embrulhados num gabão de briche - vendeu-se o paço dos viscondes a um alfaiate da localidade. Este artífice, impelido por um arrojado impulso profissional, começou a usufruir a legítima posse do monumento, deitando-lhe uns fundilhos. Assim foi que o atual senhor do histórico palácio dos alcaides-mores de Ponte de Lima me proporcionou a fantástica surpresa de ver aberta ao meio de cada uma das torres de estratégia feudal, inteiriças, fendidas de seteiras e coroadas de ameias góticas, uma grande janela de sacada, no mais chato e mais barato estilo de mestre de obras contemporâneas, com a sua caixilharia feita à máquina e a sua competente varanda de ferro fundido pintada a verde!…"
O imóvel pertenceu, posteriormente, a António da Cunha Magalhães, um liminano abastado regressado do Brasil, que lhe promoveu reformas, dotando-o de alguns confortos modernos. Entre estes, fez construir as clarabóias e portas com vidros policromos, uma nova escada, um vestíbulo neogótico voltado para a rua Cândido da Cruz e os tetos em estuque com medalhões de escritores portugueses.
Em 1906 o edifício foi legado à Santa Casa da Misericórdia de Ponte de Lima, para que fosse instalado um novo hospital, o que ocorreu apenas em 1927.
Entre 1970 e 1980 foi adquirido pela Câmara Municipal de Ponte de Lima, por 2.580 mil euros, para instalação da Escola Técnica de Ponte de Lima. Em 1981 foi adaptado a Paços do Concelho.
Em outubro de 2000 foi aberto concurso público para beneficiação e reparação do imóvel que, reparado, a partir de 2003, passou a ser utilizado como sede da Delegação de Turismo e Centro de Exposições do município. Atualmente abriga um núcleo museológico, o "Núcleo Museológico dos Paços do Marquês".

## Características
O conjunto apresenta características dos estilos gótico e manuelino.